# Museo Torlonia
Das Museo Torlonia ist die Antikensammlung der Familie Torlonia in Rom.

## Geschichte der Sammlung

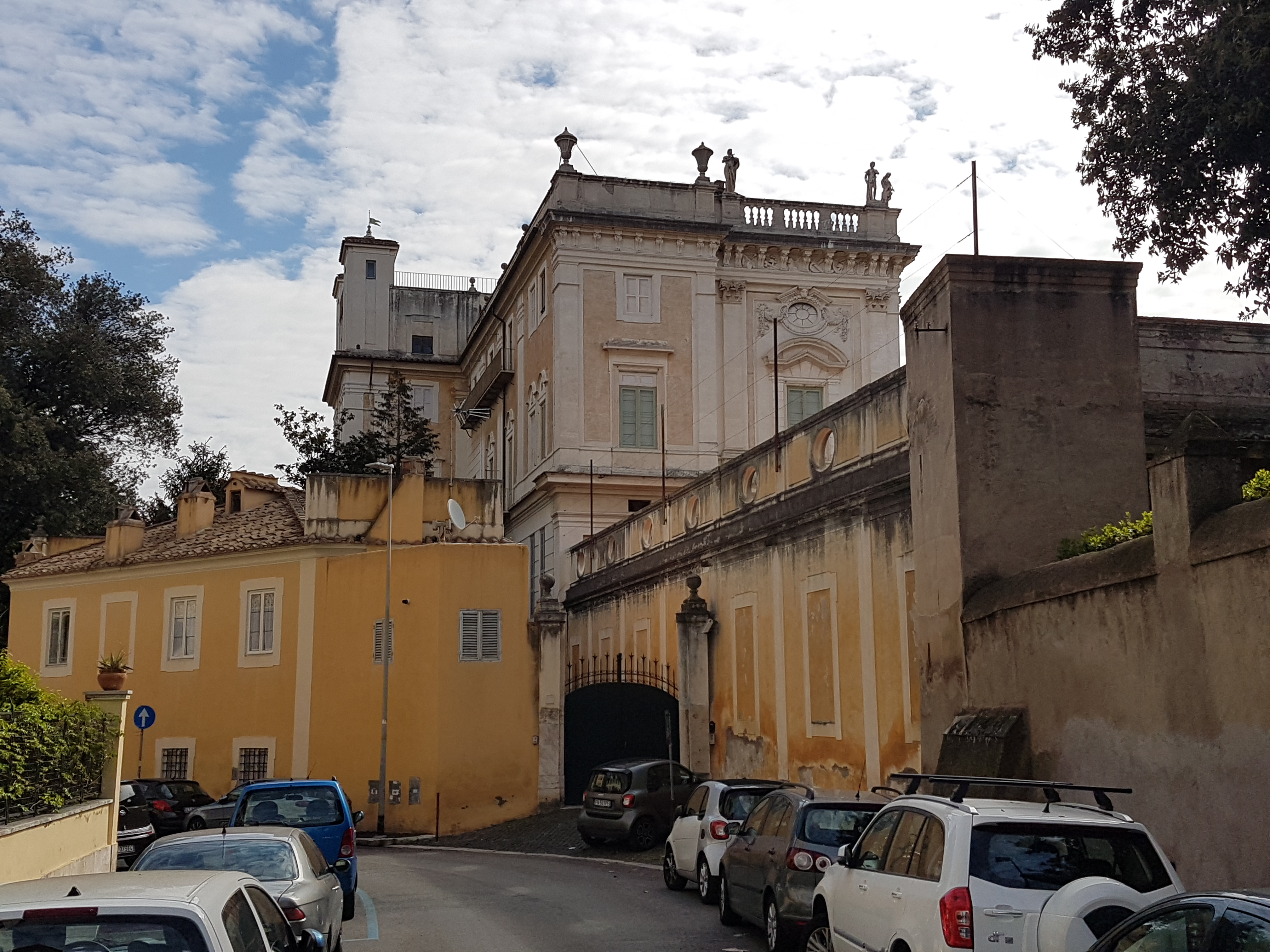
Villa Albani in Rom

Die Familie Torlonia gelangte im späten 18. und im 19. Jahrhundert in Rom zu großem Wohlstand, insbesondere durch ihre Tätigkeit als Bankiers. Sie begann, in der Tradition der großen alten römischen Adelsfamilien, eine Antikensammlung aufzubauen. Den Beginn der Sammlung machte Giovanni Torlonia für den Palazzo Torlonia an der Piazza Venezia. Für ihn erwarb der Kunsthändler Pietro Vitali zahlreiche Stücke aus älteren römischen Sammlungen (Carpi, Caetani, Caesarini). Ab 1800 gelang der Erwerb großer Teile der Antiken aus dem Nachlass des Restaurators und Bildhauers Bartolomeo Cavaceppi. Seit 1816 erwarb Torlonia etwa 130 Antiken aus der Sammlung Giustiniani. 1866 erwarb Alessandro Torlonia die Villa Albani an der Via Salaria, die der Kardinal Alessandro Albani, Neffe von Papst Clemens XI., zwischen 1747 und 1767 als Landsitz hatte errichten und von dem Maler Anton Raphael Mengs hatte dekorieren lassen. Mit der Villa erwarb Torlonia auch deren Inventar, Kardinal Albanis berühmte Antikensammlung, die dieser mit Unterstützung von Johann Joachim Winckelmann zusammengetragen hatte. Die so zusammengekaufte Sammlung Torlonia wurde außerdem durch Antiken erweitert, die auf den Besitzungen der Torlonia in der Umgebung von Rom gefunden wurden, so etwa durch Stücke aus Grabungen an der Via Appia (Villa dei Quintili, Villa di Massenzio, Caffarella), an der Via Latina (Roma Vecchia), in Anzio, Centocelle und Portus.

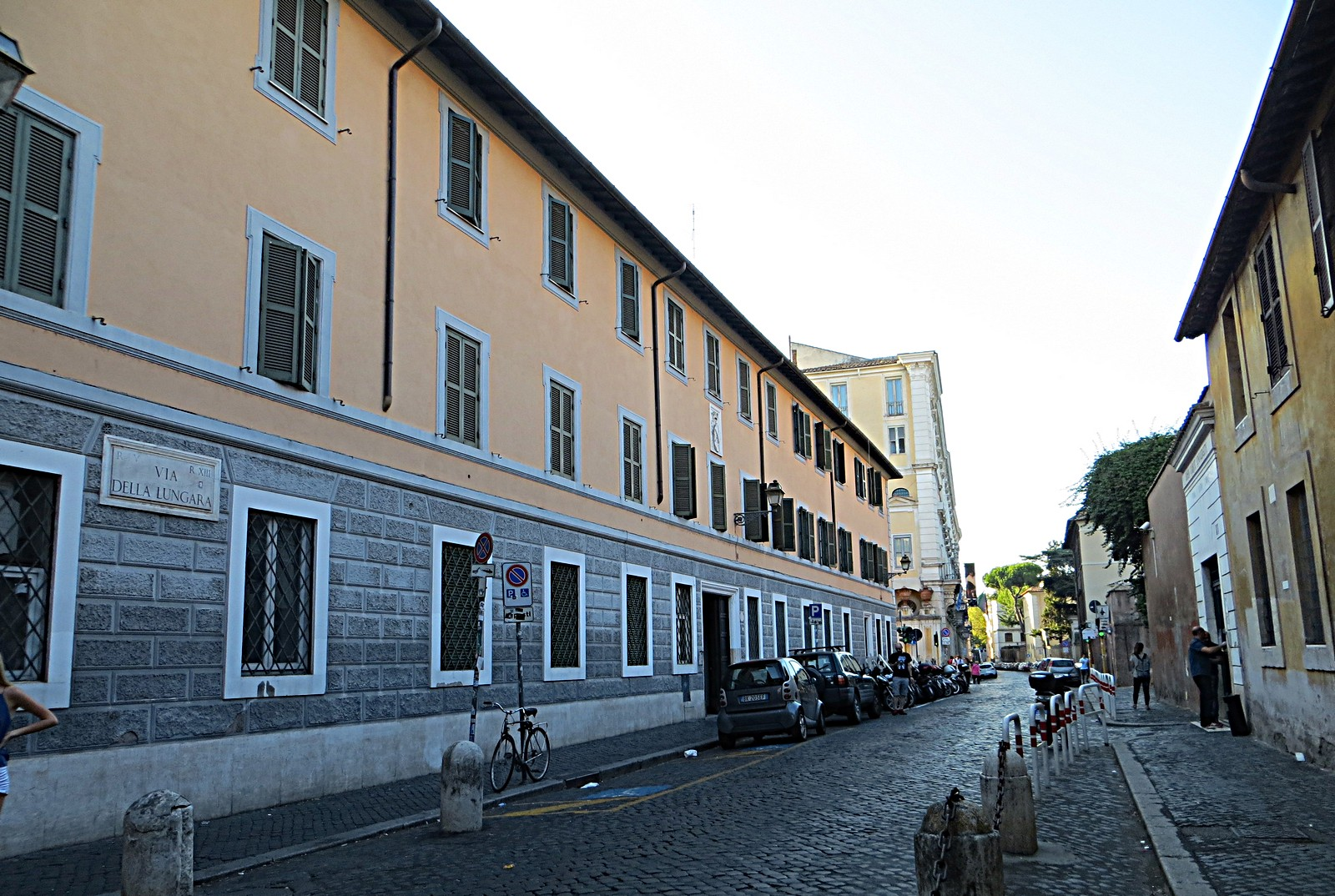
Palazzo Torlonia an der Via della Lungara, Rom-Trastevere

Alessandro Torlonia ließ 1859 für die Sammlung das Museo Torlonia im Palazzo Torlonia an der Via della Lungara in Trastevere errichten. Die Sammlung mit ihren ca. 620 Stücken griechischer und römischer Skulptur war hier in 77 Räumen ausgestellt und ein entsprechender Katalog erstellt worden. Hierhin gelangten Stücke aus dem Torlonia-Besitz, die bis dahin im Palazzo Torlonia an der Piazza Venezia, in der Villa Torlonia an der Via Nomentana und in der Villa Albani aufbewahrt wurden. Ein Katalog wurde von Pietro Ercole Visconti angefertigt.  Während des Zweiten Weltkrieges wurden einige Antiken aus dem Museo Torlonia in die Villa Albani gebracht, wo sie sich noch heute befinden, darunter die Malereien der Tomba François.
Die Sammlung war auf Anmeldung öffentlich zugänglich bis 1976, als der Palast in Trastevere illegal in Wohnungen umgebaut und die Sammlung in unangemessener Weise eingelagert wurde. Teile wurden wieder in die Villa Albani verbracht, anderes in Kellern und Nebengebäuden eingelagert.
Seither geführte Verhandlungen zwischen dem italienischen Staat, der Stadt Rom und der Familie über den weiteren Verbleib der Sammlung führten erst 2017 zu einem Ergebnis. Um eine künftige Zerschlagung der Sammlung wegen hoher Erbschaftssteuern zu verhindern, gründete Prinz Alessandro Torlonia (1925–2017) die Stiftung Fondazione Torlonia mit dem Ziel, die Sammlung sowie die Villa Albani zu erhalten und „als Kulturerbe der Familie für die Menschheit zu fördern und an künftige Generationen weiterzugeben“. Die Stiftung vereinbarte eine Zusammenarbeit mit dem Kulturministerium mit dem Ziel der Veröffentlichung eines neuen Katalogs und der Schaffung eines neuen Torlonia-Museums, das der Öffentlichkeit zugänglich ist. Im Jahr 2020 waren 96 Stücke, etwa ein Zehntel der Sammlung, zum ersten Mal im Palazzo Caffarelli als Ausstellung I Marmi Torlonia zu besichtigen, anschließend sollten sie in verschiedenen Museen weltweit gezeigt werden, was aber an der COVID-19-Pandemie scheiterte. 2022 ging die Ausstellungstournee weiter nach Mailand und soll durch weitere Stationen Geld einspielen, um eine künftige Dauerpräsentation vorzubereiten.